# هجوم شمال حلب (فبراير–يوليو 2014)
هجوم شمال حلب هو هجوم عسكري أعلن عنه مسلحي المعارضة السورية بقيادة الجيش السوري الحر ضد تنظيم الدولة الإسلامية (داعش) في شمال محافظة حلب. أدى الهجوم إلى انسحاب داعش من مدينة أعزاز وكذلك من قاعدة منغ الجوية العسكرية وترك خلفه عددا من البلدات والقرى في المنطقة.

## الخلفية
استولت داعش على مدينة أعزاز من لواء عاصفة الشمال في أيلول/سبتمبر 2013. أدى هذا الأمر إلى إغلاق المعبر الحدودي باتجاه تركيا شمالا، كما انسحب لواء التوحيد من المدينة وحاول بدل ذلك التمركز في ضواحيها.
اندلع واشتد الصراع بين داعش وباقي الجماعات الثورية في كانون الثاني/يناير 2014. في الأيام القليلة الأولى من الصراع؛ حاول تنظيم القاعدة ممثلا في جبهة النصرة وأحرار الشام التوسط في اتفاق من أجل وقف إطلاق النار مع داعش في مدينة حلب والريف الشمالي. غير أن داعش واصلت شن الهجمات على الجماعات الثورية الأخرى وتسببت في مقتل أكثر من 24 من مقاتلي المعارضة في شمال سوريا. بعد كل هذا ظهر جيش المجاهدين الذي تم إنشائه حديثا وتعهد بمحاربة داعش في كل من حلب وإدلب.

## الهجوم

### المرحلة الأولى
في 13 شباط/فبراير 2014 أعلن كل من لواء جبهة الأكراد، لواء عاصفة الشمال وألوية فجر الحرية عن بداية معركة لاستعادة أعزاز وبقية شمال حلب من يد عناصر داعش، وسميت المعركة حينها باسم معركة الكرامة. أعلنت الألوية الثلاث أنها ستُشكل جبهة عسكرية من أجل توحيد الصفوف واستعادة المنطقة في وقت زمني وجيز وحذرت في الوقت ذاته من مغبة استهداف المدنيين وطالبتهم بمغادرة المنطقة مؤقتا تحسبا لأي طارئ. بدأت الاشتباكات في البداية في قرية مريمين مما أسفر عن استبلاء جبهة الأكراد على القرية. امتدت المواجهات لتشمل دير جمال وعدة قرى أخرى. جذير بالذكر أن قائد جبهة الأكراد علاء أجابو قد قُتل في المعركة.
بحلول 28 شباط/فبراير؛ انسحب عناصر داعش من أعزاز ومن قاعدة منغ الجوية العسكرية ودير جمال وعدة قرى أخرى. كما تراجعت إلى الوراء وتركت معاقلها خالية على عروشها في الباب وجرابلس ثم منبج شرقي حلب.

### المرحلة الثانية
في 16 مايو 2014، شكلت 9 من الفصائل الثورية ما عُرف بـ «غرفة عمليات سوريا الحرة» وأعلنت الغرفة في البداية عن «معركة شمال زلزال» بهدف تطهير المناطق الشمالية والشرقية والأرياف المحيطة بحلب من عناصر التنظيمات المتشددة. في الحقيقة دارت اشتباكات قرب بلدة الراعي ووصلت تعزيزات لداعش في وقت لاحق قادمة من جرابلس لمحاربة الثوريين.
في تموز/يوليه 2014 شن داعش هجوما مضادا على نطاق واسع واستعاد من خلاله السيطرة على قرية بحورتة شمال أخترين فضلا عن 5 قرى أخرى. ومع ذلك فإن جبهة النصرة ولواء التوحيد سرعان ما استعادا 3 من هذه القرى. ردا على هجوم داعش؛ هددت 11 من الفصائل الثورية بالانسحاب من الجبهات في المنطقة بسبب عدم وجود دعم أو تمويل.